# 韦尔纳米耶日
韦尔纳米耶日（法語：Vernamiège，法語發音：[vɛʁnamjɛʒ]）是瑞士瓦莱州的一个旧市镇，位於該國南部，面積7.4平方公里，海拔高度1,321米，2002年人口153，八成人口信奉羅馬天主教，人口密度每平方公里21人。

## 外部連結
- Official website （法文）